# Hello, adieu, et nous au milieu
Pour plus de détails, voir Fiche technique et Distribution.
Hello, adieu, et nous au milieu (Hello, Goodbye, and Everything In Between) est une comédie dramatique américaine écrite par Ben York Jones et Amy Reed, réalisée par Michael Lewen et sorti à l'été 2022. 
Le film, qui marque les débuts de Lewen en tant que réalisateur, est adapté du roman du même nom de Jennifer E. Smith et met en vedette Talia Ryder, Jordan Fisher et Ayo Edebiri.
Netflix a acquis les droits de distribution mondiaux du film.

## Synopsis
Claire et Aidan ont conclu un pacte pour rompre avant la fac, sans regrets ni cœurs brisés. Et si un rendez-vous d'adieu épique donnait une dernière chance à l'amour ?

## Fiche technique
- Titre original : Hello, Goodbye, and Everything In Between
- Réalisation : Michael Lewen
- Scénario : Ben York Jones, Amy Reed, d'après un roman de Jennifer E. Smith
- Photographie : Bryce Fortner, Andrew Gordon
- Montage : Joe Landauer
- Musique : Jordan Fisher
- Production : Matthew Kaplan
  - Production déléguée : Aubrey Bendix, Jordan Fisher, Chris Foss, Matthew Janzen, Ben York Jones, Max Siemers et Jennifer E. Smith
- Chef monteur : Joe Landauer
- Directeur de la photographie : Bryce Fortner et Andrew Gordon
- Pays de production : États-Unis
- Langue originale : anglais
- Format : couleur
- Genre : comédie dramatique
- Durée : 82 minutes
- Dates de sortie :
  - États-Unis : 6 juillet 2022
  - France : 6 juillet 2022

## Distribution
- Jordan Fisher (VF : Gauthier Battoue) : Aidan
- Talia Ryder (VF : Alice Orsat) : Claire
- Nico Hiraga (VF : Hervé Grull) : Scotty
- Ayo Edebiri (VF : Aurélie Konaté) : Stella
- Jennifer Robertson (VF : Laurence Dourlens) : Nancy
- Julia Benson : Claudia
- Sarah Grey : Collette
- Em Haine : Aubrey
- Patrick Sabongui (VF : Cyrille Monge) : Steve
- Djouliet Amara (VF : Amélia Ewu) : Tess
- Eva Day (VF : Pauline Ziadé) : Riley
- Dalias Blake : Rick
- Sarah Hayward (VF : Charlotte Daniel) : Deb
- Kyle Clark : Miles

 Source et légende : version française (VF) sur RS Doublage et carton de doublage français.

## Production
En septembre 2020, Talia Ryder et Jordan Fisher rejoignent le casting du film, avec Michael Lewen qui fait ses débuts en tant que réalisateur, à partir d'un scénario de Ben York Jones et Amy Reed inspiré du roman du même nom de Jennifer E. Smith, avec Fisher commee producteur exécutif,. 
En octobre 2020, Ayo Edebiri, Nico Hiraga, Jennifer Robertson, Patrick Sabongui, Eva Day, Julia Benson, Dalias Blake, Sarah Grey et Djouliet Amara rejoignent également le casting.

### Tournage
La photographie principale commence en octobre 2020.